# 桐谷なお
桐谷 なお（きりたに なお）は、日本のAV女優。マインズ所属。

## 略歴・人物
2017年11月、現役教師の触れ込みでMOODYZの専属女優としてAVデビュー。
2019年7月にAV卒業宣言するが、 2020年2月11日に活動再開をツイート。

## 作品

### アダルトビデオ
- 現役女教師AVデビュー 桐谷なお（11月3日、ムーディーズ）
- 先生、30回もイッてしまいました。 桐谷なお（12月9日、ムーディーズ）

- 痙攣絶頂エンドレスレ×プ 犯●れ続けイキ狂わされた敏感女教師 桐谷なお（1月7日、ムーディーズ）
- 生徒にすぐに跨っちゃう騎乗位大好き先生 桐谷なお（2月10日、ムーディーズ）
- マジ軟派、初撮。 1038（3月3日、ナンパTV）
- 現役女教師の秘密の副業…放課後の中出しソープ 桐谷なお（3月3日、本中）
- 【美巨乳】19歳【未来のエロパテシエ】なおちゃん参上！製菓の専門学校に通う娘の応募理由は『好奇心で来ちゃいました♪』学校帰りにAV出演！【指入れオナニー派】2本の指で自分のマ○コを掻き回し絶頂！【全身性感帯】感度良すぎてマ○コびしょ濡れ状態！むしゃぶりつくフェラは必見！我慢できずに挿入してポーズでアピール半端ない！『お菓子作りよりSEXが好きなんです…』それはどっちが甘いのかな？『SEXかな〜♪w えへ♪』エロ甘パテシエ最高の美味しさです！（3月7日、ARA）
- デカ尻マニアックス 桐谷なお（3月15日、ワンズファクトリー）
- ノーパン中出し女教師 桐谷なお（3月18日、プレミアム）
- マジックミラー号 ハードボイルド ミラー号ロケでMCの練習台にされリハーサルで本番同様に電マで攻められナマ中出しセックスまでヤラされても『ミラー号の監督になるには何事も経験が一番大切なんだぞ』と言われたら泣き寝入りするしかないサディスティックヴィレッジの女AD（3月21日、サディスティックヴィレッジ）
- 向かいのオトコに覗かれ興奮する早濡れ淫乱人妻 桐谷なお（3月23日、人妻花園劇場）
- 時間停止〜マジメ巨乳女教師にタダマン中出し〜 桐谷なお（3月24日、エムズビデオグループ）
- 欲求不満な団地妻と孕ませオヤジの汗だく濃厚中出し不倫 桐谷なお（3月24日、溜池ゴロー）
- あなた、許して…。-夫の旧友に犯●れた私-2 桐谷なお（3月24日、アタッカーズ）
- 絶頂体位開発 一番キモチ良い体位で中出し性交 桐谷なお（3月31日、ワンズファクトリー）
- 新任女教師 従属の教室 桐谷なお（4月7日、アタッカーズ）
- 予備校に通う地味でマジメな女子○生をレ○プしながら全身を媚薬漬けにしたら、こっちが引くほど痙攣・潮＆泡吹き・失神しまくった！6（4月12日、サディスティックヴィレッジ）
- 羞恥！彼氏連れ素人娘をマシンバイブでこっそり攻めまくれ！15 素人VSマシンバイブ 激安居酒屋にマジックミラー特設スタジオを設置春の新入生・新入社員おこづかい応援編！（4月26日、サディスティックヴィレッジ）
- 奴●志願 6 初拘束プレイ×中出し 桐谷なお（4月27日、MAD）
- じっくり高める手コキでもてなす完全勃起ともの凄い射精の回春旅館 桐谷なお（4月28日、Fitch）
- 母校に不法侵入して女教師レ×プ 桐谷なお（4月28日、ムーディーズ）
- Nao 美人女教師の秘密 桐谷なお（5月3日、REbecca）
- あへ声我慢NTR 夫の死角でデカチンをぶち込まれ真っ赤な顔で声を堪えるネトラレ妻 桐谷なお（5月3日、JET映像）
- 本職はOLや女子大生のくせに嘘ついて制服を着ているニセのビジネス女子○生を捕まえて制裁中出し天誅レ○プ（5月10日、サディスティックヴィレッジ）
- めちゃカワ！美巨乳いもうと 桐谷なお（5月15日、ケー・トライブ）
- 時間無制限！発射無制限！M男専用超高級中出し淫語ソープ 桐谷なお（5月20日、痴女ヘブン）
- この生々しさは見ないとわからない！！桐谷なお(24)IT企業勤務。出会いを求めて婚活パーティーに来る様なオンナは即ち、求めてるんです！！躰も(チ●コを)！！！そんな将来を焦り出したふわふわマ●コに安定した男を差し出せば、即日ホテルでハメ倒しのやりたい放題！！！何度も言うが、生々し過ぎる素人の極エロ素セックスは、本編を見ないとわからない！！！：婚活女子11（5月23日、プレステージプレミアム）
- 好き好き大好き愛情たっぷり彼女との濃厚ハメ撮り。色白巨乳な童顔娘の流出動画。:ラブホのレンタルカメラ内蔵/消し忘れたハメ撮り動画 ファイル002（6月6日、プレステージプレミアム）
- 私、新人看護師なのに不妊治療センターの精液採取室に配属されました…2（6月7日、サディスティックヴィレッジ）
- 【初撮り】ネットでAV応募→AV体験撮影 669（6月9日、シロウトTV）
- からかい上手な桐谷さん 巨乳でムチムチな幼馴染みの華麗なる誘惑 桐谷なお（6月16日、クリスタル映像）
- 人生で一番愛した妻を許婚と名乗る男に寝取られた。 妻は草食系でした。少なくとも僕の前では…。 桐谷なお（6月17日、マドンナ）
- 学校で一番オッパイの大きいGカップ娘は、愛欲に塗れて、畳と布団を愛液と涎で汚しながら、中年のエゲツないセックスに溺れまくった...。 桐谷なお（6月18日、オーロラプロジェクト・アネックス）
- 女塾講師レズビアン 生徒の人気とプライドを賭けたシナリオレズバトル！！ 桐谷なお あおいれな（6月30日、ビビアン）
- 家まで送ってイイですか？ case.104 酒と男とセックスに生きる！現役モテモテ女子大生は童顔×Gカップ×びしょ濡れマ〇コ！⇒魅惑のエロスキンシップキャバ嬢⇒性を愛するメッカ！オランダ帰り！TE○GA愛用⇒セフレバブル状態！吸って舐める超絶フェラテク⇒一見クール…と思いきやハートマークでおねだりベロチュー⇒バンドメンバーの死…親への反抗…自暴自棄で身体を売った過去（7月6日、ドキュメンTV）
- 桐谷なお カリスマAV監督タイガー小堺の『AV女優のお悩みを一刀両断！！撮影現場におジャマして勝手にハメ撮り人生相談始めちゃいました！！』（7月6日、SODクリエイト）
- ■天然G乳ぶるぶる巨乳人妻に大量中出し！■※旦那の依頼で人妻ナンパ※旦那とセックスレスで不満アリ※酒に酔いその場の流れに身を任せるタイプ…※色白、餅肌、ムチムチで食べ頃な体※サイズ良し、形良し、感度良し！！G乳巨乳が爆揺れ！！※体中が小刻みに震え感じる、敏感妻※フェラ好き、パイズリ好きのご奉仕タイプ※欲求不満ドM妻のやわらかG乳爆揺れSEX！（7月9日、プレステージプレミアム）
- 桐谷なお 女教師中出し20連発（7月12日、アイエナジー）
- 若くて可愛い大家さんが！！魔法の発情マタタビで僕のチ○ポにまっしぐら！でもちょっと量を間違えちゃったよ 桐谷なお（7月15日、ドグマ）
- 友人の母親 桐谷なお（7月15日、VENUS）
- アスリートガール 桐谷なお（7月24日、ケー・トライブ）
- 寝ている女性にイタズラしていたら逆に生ハメを求められて、もう発射しそうなのにカニばさみでロックされて逃げられずそのまま中出し！2（7月26日、アイエナジー）
- 極上ボディで何度も射精させちゃう超淫乱高級デリヘル嬢2（8月10日、BAZOOKA）
- 中出し中毒症の痴女とハメまくり乱交パーティー 桐谷なお（8月10日、レアル・ワークス）
- ムチプリ肉厚極上尻コキ！！（8月17日、プレステージ）
- ナイトプールでパリピってる最先端"エロ可愛い"素人女子3人組をナンパし、ホテルへ連れ出し、大乱交6Pハメ倒し！（9月1日、ナンパTV）
- 息子の嫁 桐谷なお（9月1日、プラネットプラス）
- 許嫁シ●タ 桐谷なお（9月5日、グローリークエスト）
- 痴●おねだり娘2 初めての漏らしイキに発情して挿入をねだる女子○生（9月6日、ナチュラルハイ）
- 媚薬が効きすぎて職場アクメ！2 オナニーを我慢できずガニ股でイキ漏らすガクブル美脚OL（9月20日、ナチュラルハイ）
- 即ハメ痴●7（9月20日、ナチュラルハイ）
- 世界一コンドームをパンパンに膨らます男の中出しドッカーンSEX 桐谷なお 阿由葉あみ（10月18日、ROOKIE）
- 初対面でいきなり恋に落ち即子作り！桐谷なお（10月27日、エロタイム）
- 美大生のプリケツ娘 お父さんにヌードモデルをお願いしたら興奮して中出しされました。桐谷なお（11月1日、プラネットプラス）
- 新少子化対策法可決！初対面でいきなり恋に落ち即子作り！地方中学校で英語教師として働く眼鏡地味子な恥ずかしがり屋のなお先生と恥じらい初SEX 桐谷なお Vol.001（11月9日、宇宙企画）
- お尻大好きしょう太くんのHなイタズラ 桐谷なお（11月14日、グローリークエスト）
- タイガー小堺監督の人気AV女優人生相談 vol.2 AV女優の素の顔を見てみませんか？（11月22日、SODクリエイト）
- 現役女教師桐谷なお8時間ベスト（11月30日、ムーディーズ）
- デリヘル呼んだら昔ボクをいじめていたヤンキー女が来たので激ピストンでイカせまくってやりました！（12月6日、アイエナジー）
- ナチュラルハイ年末スペシャル 敏感 （恥） 巨乳痴● 2018 撮り下ろし 10人全員SEXver.（12月6日、ナチュラルハイ）
- 濃密な接吻と本気の性交。 VOL.004 桐谷なお（12月7日、プレステージ）
- 加齢臭と臭マラでテンションMAX！ 中年汁全部ごっくんトランスファック！ 桐谷なお おじさんの臭い汁ぜ〜んぶいただきま〜す！（12月13日、エムズビデオグループ）
- セクハラ疑惑の都内某区某体育系女子大バレー部合宿に潜入盗撮！コーチ陣がJDにヤリたい放題ナマ中出しSEXしている映像が撮れたので勝手にAV発売！！（12月14日、スクープ）

- #下着売り子。 @なお_23歳_飲食店スタッフ #金欠 #下着売ります #使用済みパンツ #パンツ売ります #裏垢女子 #売り子 #13人目（1月8日、プレステージプレミアム）
- 池袋で見つけた超敏感お嬢さんがヌルヌル素股に挑戦！何度イッてもガン突きピストンで連続中出し！（1月10日、アイエナジー）
- もしも女子校生がカラダを洗ってくれる銭湯があったら（1月11日、メディアステーション）
- もう、逃げられない。 緊縛された制服美少女 中出し絶頂の日々 桐谷なお 麻縄緊縛解禁！！（1月12日、無垢）
- 愛する妻をジジイに寝取られた介護の現場 あんなに老人を毛嫌いしてた妻がベロチューしながら自ら腰振って中出しを哀願するなんて… 桐谷なお（1月18日、ミセスの素顔/エマニエル）
- 寝ている夫の隣で義父と中出しセックス（1月25日、なでしこ）
- 誘惑歯科クリニック 桐谷なお（1月25日、ドリームチケット）
- ラグジュTV 1057（1月28日、ラグジュTV）
- 「ねぇ叔父さんのフェラしてもいい？」「えっ！私も」「ズルイ！私も」6人の姪っ子がお風呂でボクのチ○ポを奪い合い！久しぶりに実家に帰ってきた6人の姪っ子が大集合！母（姉たち）に連れられて来た姪っ子は女子○生になったみたいで叔父のボクに制服を見せびらかしに…（2月16日、Hunter）
- レギンス失禁オナニー（2月20日、レイディックス）
- 濃厚接吻レズオフィス 先輩OLは新人女子社員に誘われて女同士の快楽に目覚めてしまう（2月21日、ヒビノ）
- 完全主観 罵り唾吐き言葉責め娘（3月20日、レイディックス）
- 完全主観 罵り唾吐き言葉責め娘（3月20日、レイディックス）
- 新 淫乱淫語ディルドオナニー スケベ汁でおま○こグッチョグチョ！（3月20日、アロマ企画）
- 聖マン汁接吻女子学院（3月20日、アロマ企画）
- 【クリスマスナンパ×いずみちゃん編】イキまくりな淫乱ナースがサンタコスで聖なる夜に潮吹きしちゃうエッチなザーメンホワイトクリスマス！（3月29日、黒船）
- よく締まったおしりの体育大女子学生を性感マッサージでとことんイカせてみた（4月5日、パラダイステレビ）
- 射精コントロール（4月13日、アロマ企画）
- 最初で最高のアナル解禁 初イキ！恥イキ！肛門アクメ！ 桐谷なお（4月13日、エムズビデオグループ）
- ガチナンパ！未成年ウブな美少女を童貞のフリした絶倫男がマ○コの感覚が無くなるまで連続ガチイキピストン！！総イキ136回！総発射数13発でお互い失神寸前！（4月15日、ピーターズ）
- これから姉を完堕ちするまで寝取ります 桐谷なお（4月19日、光夜蝶）
- 【個撮/中出し】めっちゃ童顔なのにＦカップ爆乳J〇ｗゆうちゃん【おしっこお漏らし】（4月24日、黒船）
- MASOTRONIX Σ 01 緊縛中出し崩壊アクメ（4月26日、MAD）
- 麻布で見つけた優しくて美巨乳な人妻に18cmメガチ○ポを素股してもらったらこんなヤラしい事になりました。（5月9日、アイエナジー）
- 真面目がとりえの母さんと姉さん、僕の匂いを嗅ぐとチ●ポを弄ぶだけでは治まらず、挿入をせがむ近親相姦マニアに大変身。家族同士でこんなに変態行為にふける事はイケナイと分かっているのに勃起してしまう僕（5月24日、NON）
- ラグジュTV 1114 「普通のセックスじゃ満たされない…」刺激に飢えた美人大学院生が二度目の出演！虐められたい…敏感な局部を執拗に責められれば恍惚の表情を浮かべてイキまくる！（6月10日、ラグジュTV）
- 外資内定済GカップJDカラダも頭もハイスペ女子は高待遇SEXをご所望！！焦らせば「チ◯コ挿れて！早く！」と、カリ元掴んで押し込み強制挿入！！内定先の上司と既に社内不倫済のGカップJDは貪欲にピストンおかわり！！：いくらでラブホ No.035（6月14日、プレステージプレミアム）
- 濃厚接吻 枕営業レズ 契約を取るためにカラダを差し出す生保レディ（6月20日、ヒビノ）
- 淫獣猟奇倶楽部 〜妖艶美少女イキ地獄〜 Part3:プライド砕け散る優等生の絶頂悲惨 桐谷なお（7月8日、BabyEntertainment）
- 今日は朝まで一晩中、ず〜っと乳首を責めててあげる◆ 桐谷なお（7月26日、ドリームチケット）
- 超絶倫童貞少年！もうヤメて！と逃げる義妹を家中追いかけまわして何度も何度もイラマチオしまくり！何度も何度も発射しまくり！突然出来た義妹は…（8月3日、Hunter）
- 癒し系スケベ娘、発情中。（8月11日、S-Cute）
- 大司教聖女剣●乙女×アナル＆マ●コ2穴中出しファック×10連続大量ザーメンぶっかけ なお（8月23日、TMA）
- 人妻の浮気心 桐谷なお（9月1日、人妻援護会/エマニエル）
- アナル淫語IV 桐谷なお（9月4日、グローリークエスト）
- 超絶イラマチオで何度も何度も強引に口内発射！人生絶望堕ち無抵抗女にさらに何度も中出し！被害者6人！（9月5日、アパッチ）
- 超ドストライク過ぎる巨乳妹と狭いお風呂で二人きり！ボクには昔から超大好きな妹がいる。しかも、年々胸も大きくなり顔＆性格だけではなく胸までも…（9月5日、Hunter）
- 姉はエッチなご奉仕専属メイド Vol.002 桐谷なお（9月6日、プレステージ）
- じゃくりイラマ 精液口淫科 〜超スパルタ新人教育実習〜（9月12日、サディスティックヴィレッジ）
- エッチな秘書と夢の社長体験！桐谷なお（9月14日、エロタイム）
- 昼下がり町内会！若妻たちのちょっと危険でかなりHな王様ゲーム！！18 母の代理で参加した町内会の集まりでまさかの展開！若い時に王様ゲーム…（9月14日、Hunter）
- 女子高生とハメ撮り なお（9月18日、TE●NS）
- レズハッテン場サロン 〜くびれウエスト美乳女子×ベロフェチ淫乱変態レズ〜 桐谷なお 浅見せな（10月7日、U＆K）
- 銀河級美少女在籍！社長秘書イメクラPREMIUM Vol.001（10月11日、ケイ・エム・プロデュース）
- 就職活動女子大生生中出し面接Vol.006（10月11日、S級素人）
- W解禁飲尿レズビアン 岬あずさ 桐谷なお 〜オシッコで解放される心の壁〜（10月12日、エムズビデオグループ）
- マジックミラー号 夏の鉄板企画！海水浴場で声を掛けた厳選巨乳ビキニ素人娘16名のSEX完全撮り下ろし 2枚組8時間令和元年夏の海全記録スペシャル（10月22日、SODクリエイト）
- 立証！！平日の昼間ショッピングモールをうろついてる女子はヤれる説！！！88cmGカップ！！なおさん 桐谷なお（11月1日、AV）
- グラビアモデルレズビアン ～新人グラドルに向けられた嫉妬の牙～ 美園和花 桐谷なお（11月2日、ビビアン）
- 稲垣藍＆河合紗奈（11月3日、舞ワイフ）
- 何一つ文句のつけようのない妻の秘密を偶然知ってしまった夜【乳首でイケるドM妻】（11月8日、LEO）
- 美術学校の課題はペ○スのデッサン！？モデルを頼まれた父がまさかのフル勃起！暴走する父はコンドームを外し娘に中出し！？ 3（11月8日、ケイ・エム・プロデュース）
- お互い別の婚約相手がいる不倫カップルの最後のSEXをAV撮影 ぐうシコ映像 神奈川県在住28歳 都内図書館 司書勤務 ななみさん（11月8日、S級素人）
- マッサージ師のなすがまま、カーテン越しに上から下まで弄られまくりの人妻たち！！声を殺して、鼻息も荒くオイルで火照ったカラダをふるわせ旦那にバレずにイキ放題っ！！久々の中出しに子宮は切なく痺れ、たっぷり染み込む他人種がメスの性を目覚めさせるっ！！3（12月6日、LEO）
- なお（12月20日、サディヴィレナウ！）

- なおみ（1月31日、サディヴィレナウ！）
- 目線は常にパンツの膨らみ！チ○コ依存の巨乳ド変態OL！同乗した男をイキナリ襲う！ねっとり卑猥な濃厚フェラ！お口にたっぷりザーメン放出！インタビュー中止でSEX突入！舐めてるだけでマ●コ大洪水！巨根をズボズボ挿され絶叫アクメ連発！放心状態でもチ○コ頬張り！精子を搾り取る！！＜エロい娘限定ヤリマン数珠つなぎ！！～あなたよりエロい女性を紹介してください～49目＞（2月8日、プレステージプレミアム）
- なおちん（4月3日、しろうとまんまん）
- 【ぐうかわギャル】即効でバリカタチ●ポにさせてくれるエロボディー！おち●ぽだいしゅき薬を飲ませ脳みそバグってアヘ顔イキ狂い！（4月17日、チキチキカマー/妄想族）
- 寝静まった夜、寝室に忍び込む義父と夫の隣で愛し合う不貞な美人妻6人（4月24日、なでしこ）
- どっく あまちゅあ ちゃんねる vol.10（5月22日、プレステージ）
- 稲垣藍 2（5月31日、舞ワイフ）
- 熟女連れ込み！ 他人棒と遊ぶ人妻 盗撮ドキュメントのすべて15 〜Hカップの爆乳四十路痴女が誘惑中出し編〜 香さん・Hカップ・45歳・爆乳痴女妻に中出し あやねさん・Hカップ・44歳・身長170cmの痴女奥さんに中出し（6月11日、熟女プライベート/熟女卍）
- 今日も妻を寝取られて。（7月3日、光夜蝶）
- 父に調教されていた娘たち…ある日、母と姉妹は1本のチ●コを求める（7月10日、ヒメゴト）
- 【スマホ推奨動画】ビデオ通話エッチ JOI なお（8月12日、SODクリエイト）
- 男女7人マンション物語 〜住人たちの淫らな日常〜（8月20日、GIRL’S CH）
- ＃3 親友♂の残り香で勃起が止まらない美青年の話 男女7人マンション物語〜住人たちの淫らな日常〜（8月20日、GIRL’S CH）
- ストレッチをする彼女の姿があまりにもエロくて朝から一発（9月11日、ケイ・エム・プロデュース）
- なお（9月11日、ゲリラ）
- クレーム対応で自宅に来たOLに利尿剤入りのお茶を飲ませて長い説教とお仕置きセクハラに我慢できず失禁イキ2（9月12日、ムーディーズ）
- アレクと同棲chu◆ 〜絶倫彼氏とヤリまくりイキまくり〜（9月17日、GIRL’S CH）
- 長瀬広臣と同棲chu◆ 〜人気者の彼氏を一日中一人占め〜（9月17日、GIRL’S CH）
- ラブメンと同棲chu◆ 〜彼氏を一日中一人占め！ヤリまくりイキまくり！！〜長瀬広臣・アレク（9月17日、GIRL’S CH）
- 【配信専用】『ウケるw超勃起してんじゃん！！』えちえちギャルが完全主観で全力ち●ぽイジり！！（10月16日、プレステージ）
- 美少女をオレ好みの大人っぽいビジュアルに変えてセックス楽しんじゃいましたっ！ 桐谷なお（11月23日、カムカムぴゅっ！）
- 欲求不満の絶倫人妻がアナタに見せつけるGスポット直撃マン汁ぐっちょり悶絶絶頂指オナニー（11月26日、アイエナジー）
- 緊縛二穴調教レズビアン 女の子に滅茶苦茶ハードなプレイで犯●れたい（12月5日、ビビアン）
- 大人のボインに成長した親戚のお姉ちゃんたちと一緒にお風呂に入ったらイタズラされちゃった。二人っきりになった時、勃起がおさまらない元気チ○ポで猛烈ピストン三倍返しだ！（12月10日、SWITCH）
- やたらと目があう歯医者さん 桐谷なお（12月25日、CHoBitcH）

- 近所だからとノーブラで洗濯しに来る無防備女子をゲッツ！！コインランドリーナンパで勝負下着を拝見◆恥ずかしい下着チェックでお股火照らせパン沁み作るHなお姉さんは生中出しできるか！？4時間SP（1月8日、プレステージ）
- 巨乳に成長した従姉妹とお風呂で洗いっこしてたらチ○コが反応しすぎてしまいました。お姉ちゃんも洗うふりしてチ○コ握って離さないし。もうここでヤッちゃうしかないね！ 桐谷なお（2月16日、ディレクターズ）
- 素人パンチラ in 自宅で個人撮影会 vol.030 エチエチフロントジッパーコス☆素人Gcup JDななちゃん「嘘！？パンツ小さすぎて見えちゃってるじゃん…」（2月25日、ハメドリネットワークSecondEdition）
- 客の少ない平日昼間フリータイムに入店するとけっこうな確率でサウナレディと本番に発展しちゃうことが多い件2（3月19日、プレステージ）
- 休憩時間中の美脚ナースに「リモバイ」を着けて10分耐えたら謝礼をもっとあげますとお願いしたところ…（4月1日、ゲッツ!!）
- 採精室で射精できない僕に美人ナースが「絶対内緒ですよ」と神対応オナサポしてくれた！隣同士でAV鑑賞、フェラ、パイズリするうち発情したナースは勃起チ○ポを見つめて…（4月8日、ゲッツ!!）
- なおちゃん（4月14日、街角シコいンタビュー）
- 【緊急生放送】AV女優と視聴者がタイマン脱衣麻雀！ 完全版（2）（4月23日、パラダイステレビ）
- 3次元未満presents 精子を50ml出さないと出られない部屋（4月29日、ゲッツ!!）
- 正義K察な先生に催淫CDを使い即席セクキャバ嬢にしたら…（6月5日、山と空/妄想族）
- 【裏風俗×F乳×敏腕デイトレーダー】童顔で究極美形BODYの超ギャップ！汁だくド淫乱マ○コがヒクつく！エロコスSEXでガシガシ腰振る逆ピスは勃起不可避！！圧巻エロテクで精子を搾り取る4連発！！！（6月6日、まんまんランド）
- 【神ギャル殿堂入り】やっぱりギャルが最強説！vol.3（6月17日、チキチキカマー/妄想族）
- 本気の白濁マン汁を垂れ流してイキまくる！！素人娘のおま○こズボズボ指オナニー 3（7月1日、OFFICE K’S）
- 人妻ナンパ 「チ○ポを洗う」だけのちょっとしたアルバイトのつもりだったのに… カッチカチになったデカチンに欲情して生中出しセックスまでしちゃいました 1（7月1日、OFFICE K’S）
- えっちな女子校生の淫語かたりかけぐちゅぐちゅ連続絶頂スク水オナニー6（7月22日、アイエナジー）
- ノリが良さそうな黒ストギャルさんに「リモバイ」を着けて10分耐えたら謝礼もっとあげますとお願いしたところ…（9月9日、ゲッツ!!）
- 「あ～何かいつもより気持ちいい！」酔っ払ってエッチしたくなった彼女が跨った相手は彼氏ではなく彼氏の親友！だった事に気づかずそのまま即挿入！（10月8日、Hunter）
- 乳首責めスイートルーム 桐谷なお（10月22日、CHoBitcH）

### アダルトVR
- 長尺47分・高画質 妖艶で美しい体を包む ランジェリー性交 桐谷なお（3月24日、ブイワンVR）
- 後ろから密着して抱きしめたり谷間を覗いたりオッパイさわったりしてるうちエッチな雰囲気になって…同棲カノジョとの何度も繰り返すキスとFcupパイズリと抱きしめ対面座位と覆いかぶさり正常位【生中出し】さらに射精した後もたっぷりキスする後戯 桐谷なお（4月18日、アリスJAPAN）
- 長尺VR 猟奇的な彼女とイチャイチャ仲良しラブラブ中出しエッチッチ◆（4月20日、こあらVR）
- 押しに弱い家庭教師とエッチなお勉強 谷間に魅入られて豊満なおっぱいを揉み倒す 懇願されての生ハメからの大量中出し 桐谷なお（5月26日、ブイワンVR）
- 落第ギリギリ！？カラダを武器に赤点回避！これが女子校生の生きる道！！ 桐谷なお（6月26日、ケイ・エム・プロデュース）
- 長尺VR 『神展開！』五反田駅で終電を逃した女子大生2人に「大丈夫ですか？」と声をかけたら、「朝までプラプラする」というので危ないから僕の家で始発まで…と連れて帰ったら思わぬ展開でハーレム状態でナマ中出ししちゃった俺。（6月28日、こあらVR）
- Fカップの親戚お姉さんに酔って誘惑され「一丁前に勃起して〜」巨根が発覚 そそり勃つチ●コに興奮し クチマ●コでフェラされ「入れてみたい？」騎乗位で腰を前後に動かしエロいトロけた顔で乳を揺らし激ピストンで動き堪らず中出しでビクビク震わせる… 桐谷なお（6月30日、ブイワンVR）
- 長尺105分【女子大生ばかりを狙う悪質エステ施術師体験VR】 男女ペアW施術コースでセックス見せつけムラムラ覚醒…生ハメ生中出し！超絶イカセテクに友人の前で喘ぎ声我慢…できずイキまくりスワッピング中出し！（7月7日、kawaii*）
- 【顔面スプラッシュ！浴び潮ズブ濡れ体験VR】手マンでイキ潮！チ●ポでハメ潮！美少女メイド汁どしゃぶり中出し性交（7月19日、kawaii*）
- 『ミラクル』高級クッキーを近所の幼馴染姉妹に渡しに行ったら、そのクッキーに媚薬作用のある成分が含まれていて、いきなりキス魔に豹変した美人姉妹。しかも中出しSEXまでw（7月24日、こあらVR）
- 超幸福シチュエーション！クラスで一番かわいい女子達に次々告白されて、全員と連続生中出しSEX ラブラブ密着一対一SEXたっぷり収録、ハーレム天国も収録の長尺スペシャルVR（7月30日、エロタイム）
- 水泳インストラクターに密着レッスン受けてるうちエロい雰囲気になって…何度も繰り返すキスと接近するアナルとヨダレ飲まされプレイとマ○コから抜いた肉棒しゃぶるPtoMフェラと覆いかぶさり騎乗位と抱きつき対面座位と抱きしめ正常位【生中出し】（8月29日、アリスJAPAN）
- 長尺118分 「おにいちゃん！えっちしよ」帰省したら姪っ子が大成長！みんなに内緒で中出しSEX！！ 家族に隠れて近親相姦 桐谷なお / 星咲セイラ（9月30日、KMPVR-bibi-）
- 痴●総決起集会 VR事変完全新作4タイトル 中出しスペシャル（12月20日、ナチュラルハイ）

- 巨乳OLが深夜のオフィスでセクハラ上司と声ガマン性交…でも残業中に生はマズくない？ 桐谷なお（2月8日、ワープエンタテインメント）
- 【問題作！！！】バイト感覚でAVに初挑戦する女子大生なおちゃんは不安でいっぱい！涙目で裸になって男優の激しいSEXで思わず感じてしまう…まさかの生ハメ中出し！！！！！！！！ 桐谷なお（4月24日、こあらVR）
- 「制服・下着・全裸」でおもてなしまたがりオマ○コ航空VR 2（12月5日、SODクリエイト）

- 混合痴● VR（2月7日、ナチュラルハイ）
- 脱衣麻雀VR 全裸チ○ポ羞恥からの…ビギナーズラックで和りまくり！脱がせまくり！ラストは全裸でハーレムエロ展開！！（6月19日、変態紳士倶楽部）
- 相席ラウンジナンパ！からの前後フォーメーション4P乱交VR 部下がいるから相席ラウンジナンパがはかどる！縦長ルームでの乱交もちょうどいい距離感で高没入！乱交VR決定版！！（7月3日、変態紳士倶楽部）
- 【ミサイル核融合SP】イ●スタにエロい自撮りを載せる、VRサイクルのスタッフ(2名！！)をSNSナンパ！！キャンピングカーを貸し切って豪華グランピングへ生ハメ中出しトリップ！！最強スタイルの二人はひたすら潮を吹きまくる超絶どエロ体質！！爆イキしながら潮を飲み合い、中出しした精子も飲み合う！タイマンSEX、Wフェラ、レズ絡み、連続ハーレム3P…なんでもアリの超絶濃厚3時間！！！【イ●スタやりたガール。神回スペシャル】（11月21日、Jackson）

- じっくり女体観察3 そのままSEX（5月28日、ROOKIE）
- スローモーション特化 ヌキやすいエロシーンをじっくりスローモーションで見れるVR（7月1日、ROOKIE）
- 風パンチラ（7月7日、ROOKIE）
- 休む暇なしVR 驚かないで下さい！再生したらいきなりエッチしてます！そんでもって先輩女子OLたちに喰われてます！いや喰われまくってます！（8月24日、Hunter）

### イメージDVD
- マンスリーガール（2018年5月1日、デジプラン）※「葉月すみれ」名義
- Nao 美人女教師の秘密（2018年5月3日、REbecca）

## 雑誌
- 週刊大衆ヴィーナス 2018年5月4日号（2018年4月4日、双葉社） - 袋とじグラビア